# Krajowe Obserwatorium Ubóstwa i Wykluczenia Społecznego
Krajowe Obserwatorium Ubóstwa i Wykluczenia Społecznego (fr. Observatoire National de la Pauvreté et de l'Exclusion Sociale, skr. ONPES) – francuska instytucja gromadząca, analizująca oraz publikująca informacje i dane związane z trudnymi warunkami życia, ubóstwem i wykluczeniem społecznym, a także polityką prowadzoną w powyższych zakresach.

## Geneza i historia
Obserwatorium zostało powołane 29 lipca 1998 ustawą o walce z ubóstwem i różnymi rodzajami wykluczenia. Bodźcem do powołania instytucji był raport ojca Józefa Wrzesińskiego z połowy lat 80. XX wieku wskazujący na braki we francuskim społeczeństwie wiedzy na temat ubóstwa i wykluczenia społecznego. Wrzesiński postulował poprawę jakości systemu zbierania danych o tych obszarach, jak również uważał, że nie prowadziło się w nim dostatecznej ilości badań naukowych. Raport wywołał ze strony stowarzyszeń dobroczynnych żądania audytu publicznego systemu statystycznego oraz jego udoskonalenia. Parlament francuski podzielił tą opinię, powołując Obserwatorium. 

## Zakres działania
W trakcie funkcjonowania instytucji poszerzyła ona swoją działalność – nie tylko zbierała i opracowywała informacje, ale też przygotowywała analizy i formułowała zalecenia odnośnie do udoskonalania metod prowadzenia badań. Obecnie ONPES prowadzi prace naukowe, badawcze oraz ewaluacyjne za pośrednictwem sektora publicznego i prywatnego (uniwersytety, ośrodki badawcze i firmy doradcze). Corocznie opracowywany jest francusko- i angielskojęzyczny raport dla premiera i parlamentu francuskiego stanowiący syntezę prac organizacji, która publikuje też na bieżąco gazetę elektroniczną.
Obserwatorium ściśle współpracuje z Krajową Radą Polityki Walki z Ubóstwem i Wykluczeniem Społecznym (CNLE).

## Struktura
Obserwatorium tworzy rada naukowa (21 członków z organizacji pozarządowych, środowiska naukowego, urzędów statystycznych i gospodarczych – zapewnia to styk świata eksperckiego, naukowego i urzędowego). Kadencja członków rady trwa trzy lata. Przewodniczący organizacji jest powoływany przez rząd francuski. Posiedzenie odbywa się jeden raz w miesiącu. Budżet na badania przekazują agendy Ministerstwa Spraw Społecznych.